# 신현수 (배우)
신현수(1989년 7월 8일~)는 대한민국의 배우이다.

## 학력
- 검암중학교
- 인천디자인고등학교 섬유패션디자인과
- 동서울대학교 연기예술과

## 출연작

### 드라마
| 연도 | 방송사    | 제목                                   | 역할   | 비고               |
| ---- | --------- | -------------------------------------- | ------ | ------------------ |
| 2015 | OCN       | 아름다운 나의신부                      |        |                    |
| 2015 | 네이버 TV | 두근두근 스파이크                      | 이한솔 |                    |
| 2015 | SBS       | 리멤버 - 아들의 전쟁                   | 배철주 |                    |
| 2016 | SBS       | 내 사위의 여자                         |        |                    |
| 2016 | 네이버 TV | 두근두근 스파이크 2                    | 이한솔 |                    |
| 2016 | JTBC      | 청춘시대                               | 윤종열 |                    |
| 2017 | MBC       | 세가지색 판타지 - 우주의 별이          | 구세주 |                    |
| 2017 | MBC       | 군주                                   | 이청운 |                    |
| 2017 | JTBC      | 청춘시대 2                             | 윤종열 |                    |
| 2017 | KBS2      | 황금빛 내 인생                         | 서지호 |                    |
| 2018 | JTBC      | 으라차차 와이키키                      | 필립   | 특별출연           |
| 2018 | 채널A     | 열두밤                                 | 차현오 |                    |
| 2018 | KBS2      | KBS 드라마 스페셜 - 너와 나의 유효기간 | 이현수 |                    |
| 2019 | JTBC      | 으라차차 와이키키 2                    | 국기봉 |                    |
| 2020 | JTBC      | 쌍갑포차                               | 도영   | 특별출연           |
| 2020 | KBS2      | KBS 드라마 스페셜 - 고백하지 않는 이유 | 김지후 |                    |
| 2021 | MBN       | 보쌈 - 운명을 훔치다                   | 이대엽 |                    |
| 2022 | 티빙      | 방과 후 전쟁활동                       | 이춘호 |                    |
| 2023 | tvN       | O'PENing - 복숭아 누르지 마시오        | 김강수 | 최원영의 젊은 시절 |

## 영화
- 2021년 《언프레임드 - 반디 편》 - 원석 역
- 2025년 《악마가 이사왔다》 - 영식 역

### 예능
- 《우리동네 예체능》 (2016년, KBS2)
- 《미스터리 음악쇼 복면가왕》 (2018년, MBC) - 참가자 (이무기여, 잘 있거라! 청룡!)
- 《도시어부》 (2018년, 채널A)
- 《슬기로운 어른이생활》 (2020년, KBS2)
- 《콩알탄》(2024, 유튜브)

### 뮤지컬
- 《미스터쇼》 (2014년)
- 《호이 스타일 매거진 쇼》 (2014년)

### 연극
- 《상처 난 자리들》 (2014년)[3]
- 《웨딩 판타지》 (2015년)

## 수상 및 후보
| 연도 | 시상식                       | 부문                     | 작품                       | 결과 |
| ---- | ---------------------------- | ------------------------ | -------------------------- | ---- |
| 2016 | 제1회 아시아 아티스트 어워즈 | 드라마부문 라이징 스타상 | 청춘시대                   | 수상 |
| 2017 | 제2회 아시아 아티스트 어워즈 | 배우부문 뉴웨이브상      | 청춘시대 2, 황금빛 내 인생 | 수상 |
| 2018 | 제3회 아시아 아티스트 어워즈 | 배우부문 포커스상        | 열두밤                     | 수상 |